# Културни центар Масука
Културни центар Масука из Велике Плане је јавна установа културе општине Велика Плана. Најстарији сачувани документ који помиње рад овог позоришта је позивница за богојављенску забаву од 19. јануара 1929. године. Позоришно друштво „Велимир Масука“ је том приликом организовало забаву у кафани браће Милојевић.

## Оснивање и историјат
На отварању су приказана два позоришна комада (На самртним мукама и Мића из војске). Не може се са сигурношћу рећи ко су први чланови, оснивачи, и глумци јер су сва документа архиве уништена у пожару за време Другог светског рата.
У почетку се рад позоришта одвијао кроз деловање дилетантских група по плањанским кафанама, али су им се с времена на време придруживали и чланови певачких друштава „Сремац“ и „Србобран“. Глумци су углавном били ученици, учитељи, мајстори, сељаци и по неки радник-индустријалац.
После Другог светског рата представе су спремане у Великој Плани, а гостовало се и по околним селима. Најозбиљнија представа из тог времена је „Коштана“. После спајања културно-уметничких друштава, рад је био још успешнији, па је 1950. дошло до издвајања драмске секције у аматерско позориште. Позориште добија име „Масука“ после проналажења првог писаног документа, позивнице за богојављенску забаву. У јавну установу, позориште „Масука“ прелази одлуком Скупштине општине Велика Плана 1993. године, која тако постаје и његов оснивач. До тада је позориште било друштвена организација.

## Руководиоци и редитељи
Руководилац и редитељ Миша Лукић на репертоар је стављао тада актуелне комаде: Ђидо Јанка Веселиновића, Лав на тргу Иље Еренбурга, Ватра и пепео Нире Пулц, Др Бранислава Нушића, Дубоки су корени Арнолда Исоа итд. Време Мише Лукића обележила су два комада, тачније драма Младост пред судом Ханса Тимајера (прво место на среском фестивалу) и Гранчица на ветру Колета Чашуле.
Позориште „Масука“ организује сваке године у периоду новембар-децембар манифестацију Масукини позоришни дани и крајем јула манифестацију У славу великог Вожда.

## Глумци
Иако је позориште аматерско, глумица Нена Бајић је играла у филму Рањена земља, уз доајене као што су Велимир Бата Живојиновић, Оливера Марковић, Вера Чукић, Петар Краљ, Жарко Лаушевић, док је други члан позоришта, Иван Вучковић, у култној серији Село гори, а баба се чешља.

## Песниче народа мог
Републичка смотра рецитатора Србије „Песниче народа мог“ која је основана и више деценија се одржавала у Великој Плани била је повезана и са Позориштем „Масука“ преко првих посленика Центра за културу.